# Talne
Talne (em ucraniano:   Тальне́; em russo:   Тальное) é uma cidade da Ucrânia, situada no Oblast de Tcherkássi. Tem 16,1 km² de área e sua população em 2020 foi estimada em 13.156 habitantes.